# Жак I (Кипър)
Якоб I или Жак I дьо Лузинян (на немски: Jakob I; на френски: Jacques I; * 1334; † 9 септември 1398, Никозия) е крал на Кипърското кралство през 1382 – 1398 г.

## Живот
Произлиза от династията Лузинян. Той е четвъртият син на крал Юг IV († 10 октомври 1359) и втората му съпруга Алиса от Ибелин († 1386). Брат е на Петър I († 16 януари 1369), който е баща на Петър II († 13 октомври 1382).
След смъртта на племенника му Петър II през 1382 г. той става крал на Кипър и титулуван крал на Йерусалим. След смъртта на кралят на Армения Левон VI през 1393 г. в изгнание, Якоб става също и титулуван крал на Мала Армения. Той отстъпва Фамагуста на Република Генуа.
Якоб е женен от 1365 г. за Хелвис фон Брауншвайг-Грубенхаген (* 1353; † 15/25 януари 1421), дъщеря на херцог Филип фон Брауншвайг-Люнебург-Грубенхаген. Те имат дванадесет деца, шест сина и шест дъщери. След неговата смърт на трона го последва най-големият му син Янус (* 1375; † 1432).